# 2010 na ciência

## Eventos
- J. Craig Venter Institute cria a primeira célula bacterial sintética.
- Se iniciou a Expedição Malaspina 2010.[1]

## Nascimentos
| Data | Nome | Profissão | Nacionalidade | Observações | Ref |
| ---- | ---- | --------- | ------------- | ----------- | --- |

## Mortes
| Data        | Nome                        | Profissão    | Nacionalidade                         | Observações | Ref                     |
| ----------- | --------------------------- | ------------ | ------------------------------------- | --- | ----------------------- |
| 13 de março | Ian Axford                  | astrofísico  | Nova Zelândia                         | n. 1933 Medalha Chapman 1994 Medalha Rutherford 1994 | [ 2 ]                   |
| 20 de junho | Harry Blackmore Whittington | paleontólogo | Reino Unido da Grã-Bretanha e Irlanda | n. 19313 Medalha Bigsby 1975 Medalha da Sociedade Paleontológica 1983 Medalha Lyell 1986 Medalha Mary Clark Thompson 1990 Medalha Lapworth 2000 Medalha Wollaston 2001 International Prize for Biology 2001                                                            | [ 3 ] [ 4 ] [ 5 ] [ 6 ] |
| 29 de junho | Marc Julia                  | químico      | França                                | n. 1922 Prémio Parkin 1954 Prémio Louis Bonneau 1960 Prémio Raymond Berr 1961 Prémio Albert de Monaco 1967 Prémio Jecker 1973 Medalha Berthelot 1973 Prémio do Centenário da Royal Society of Chemistry 1989/90 Medalha de Ouro CNRS 1990 Medalha Lavoisier (SCF) 1992 | [ 7 ] [ 8 ] [ 9 ]       |